# Ruth Wilson
Ruth Wilson (Ashford, Inglaterra, 13 de enero de 1982) es una actriz inglesa conocida por su interpretación del papel principal en la serie de televisión Jane Eyre y del personaje de Alice Morgan en la serie de la BBC Luther. Ruth ganó un Globo de Oro de 2015 como mejor actriz en The Affair.

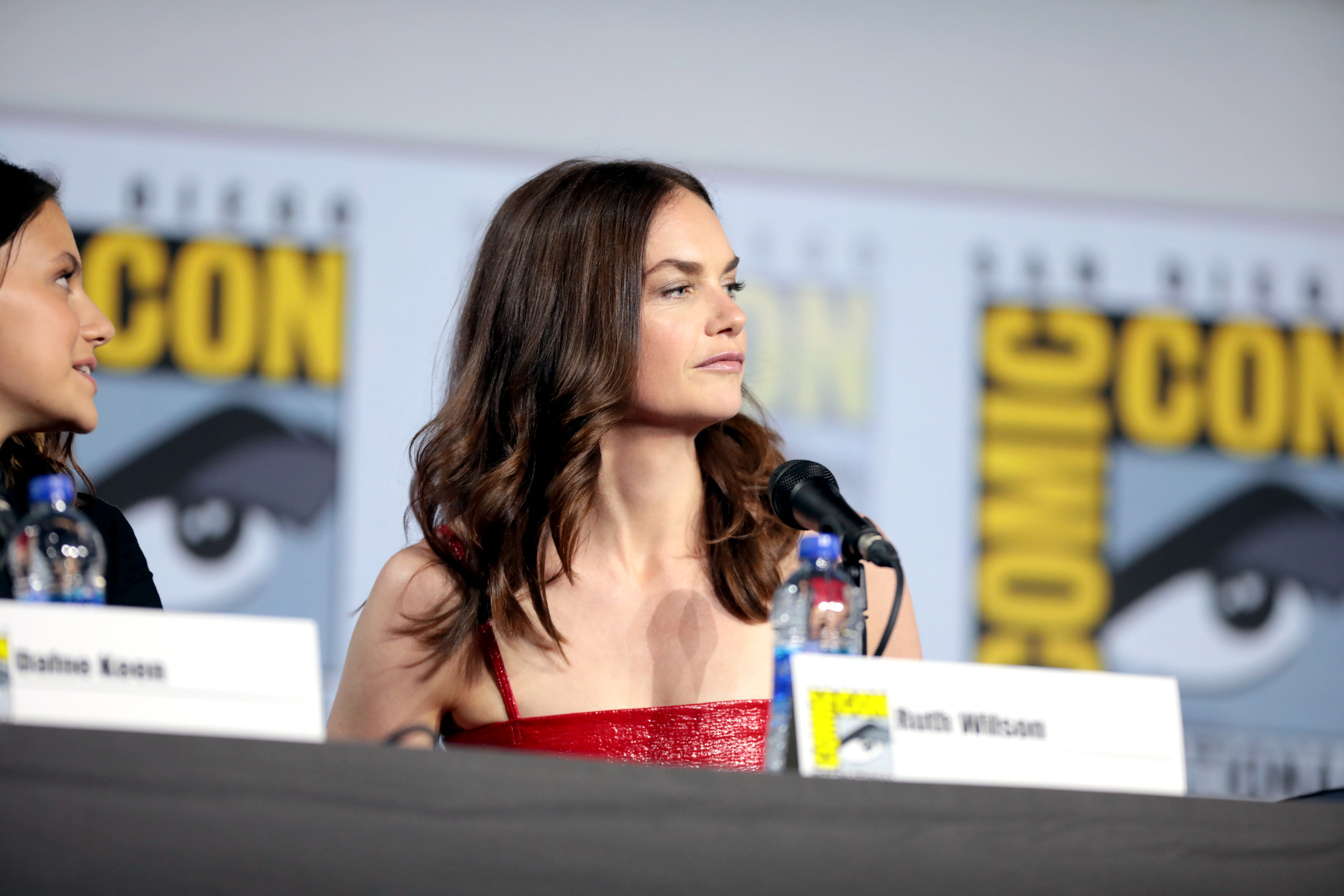

## Biografía
Ruth nació en 1982 y se crio con tres hermanos en Shepperton, Surrey. Asistió a la Notre Dame School en el Esher College. En su adolescencia, Wilson trabajó como modelo y estudió en la Universidad de Nottingham donde se graduó en Historia en 2003. Durante su estancia en Nottingham, colaboró en obras teatrales en el New Theatre. En julio de 2005 se graduó en la London Academy of Music and Dramatic Art. Después, participó en la fundación de Hush Productions.
Es nieta del novelista y funcionario de MI6 Alexander Wilson.

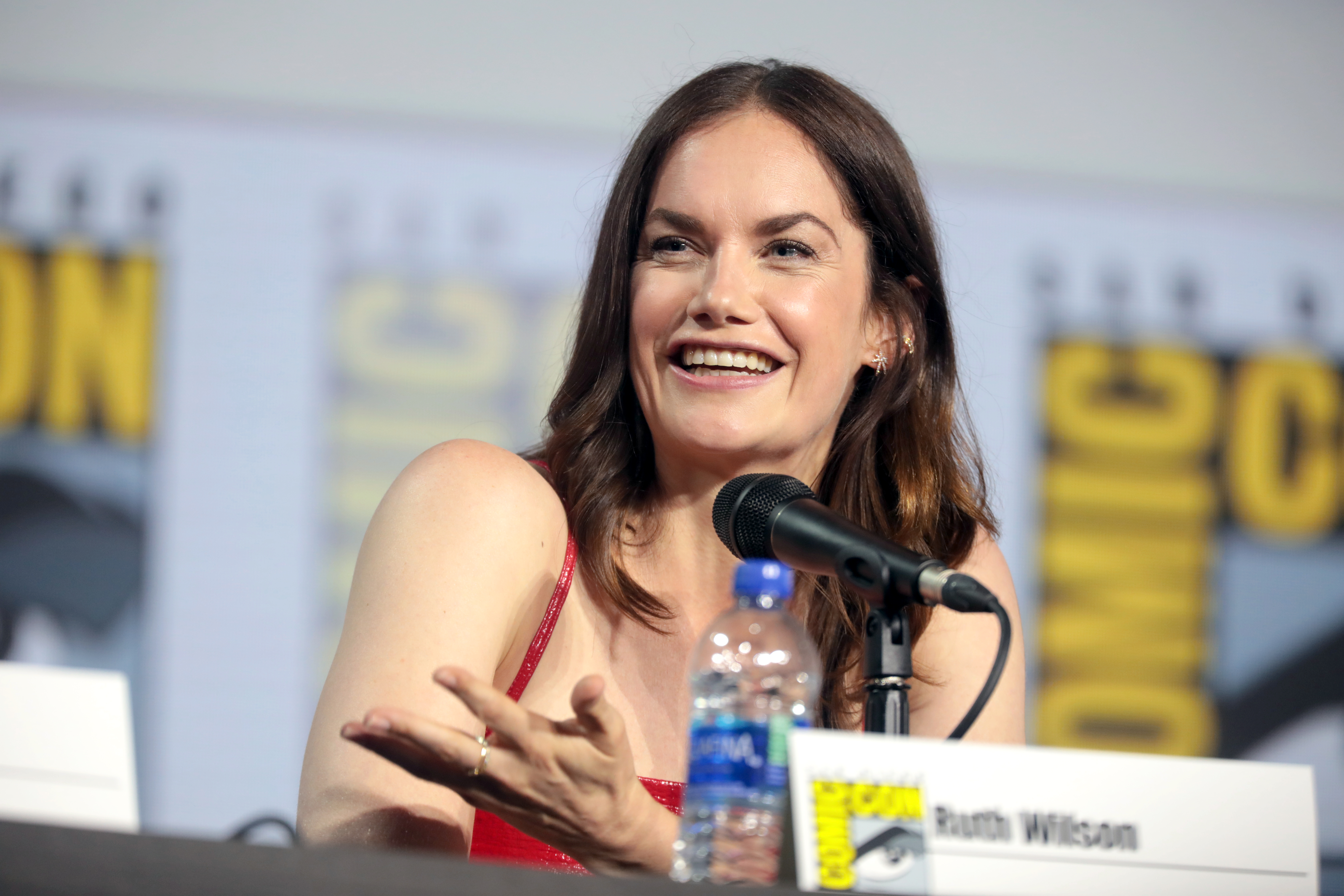

## Carrera
Antes de su papel en Jane Eyre, Ruth había debutado como profesional en la comedia de situación, Suburban Shootout.
Entre los años 2006 y 2007, rodó la segunda temporada de Suburban Shootout, una reedición de la serie de misterio Marple para la ITV, y la serie para la BBC de Stephen Poliakoff Capturing Mary.
En 2007, apareció en la obra de Gorki, Filisteos, en el papel de Tanya, en el National desde mayo a agosto de 2007.
En 2010, apareció en la serie policíaca de la BBC Luther como Alice Morgan junto a Idris Elba.
En 2014, empezó a interpretar el papel de Allison Bailey en la serie The Affair por el cual ganó el Globo de Oro a la mejor actriz de serie de televisión - Drama en enero de 2015.

## Premios y nominaciones
- BAFTA: Nominación como mejor actriz por Jane Eyre.[6]
- Golden Globe Awards  2008: Nominación como mejor actriz por Jane Eyre.[6]
- Satellite Awards  2010: Nominación como mejor actriz en una miniserie por Luther.[6]
- Premio Laurence Olivier 2010: Premio como mejor actriz secundaria por la obra A Streetcar Named Desire.[7][8]
- Golden Globe Awards  2014: Nominación como mejor actriz por The affair (Ganadora).[6]

## Filmografía
- 2005: Suburbian Shootout (serie de televisión; 10 capítulos)
- 2006: Jane Eyre (miniserie de televisión; 4 capítulos)
- 2007: Marple: Nemesis
- 2007: A Real Summer
- 2007: Capturing Mary
- 2008: The Doctor Who Hears Voices
- 2009: The Prisoner  (miniserie de televisión; 6 capítulos)
- 2009: Small Island (miniserie)
- 2010: Luther
- 2012: Anna Karenina
- 2013: El llanero solitario
- 2013: Saving Mr. Banks
- 2014: Suite francesa
- 2014: Locke
- 2014: The Affair
- 2016: I Am the Pretty Thing That Lives in the House Lily Sailor
- 2018: Mrs. Wilson
- 2019: His Dark Materials
- 2021: Oslo
- 2022: See How They Run
- 2023ː The Woman in the Wall
- 2024ː Family[9]